# Nabisco Masters 1986 - Singolare
Il singolare del torneo di tennis Nabisco Masters 1986, facente parte della categoria Grand Prix, ha avuto come vincitore Ivan Lendl che ha battuto in finale 6–4, 6–4, 6–4 Boris Becker.

## Tabellone

### Legenda
| - Q = Qualificato - WC = Wild card - LL = Lucky loser | - ALT = Alternate - SE = Special Exempt - PR = Protected Ranking | - w/o = Walkover - r = Ritirato - d = Squalificato |

### Finali
|  | Semifinali    | Semifinali    | Semifinali    | Semifinali    | Semifinali    | Semifinali | Semifinali |  |  | Finale       | Finale       | Finale       | Finale       | Finale | Finale | Finale |  |
|  |               |               |               |               |               |            |            |  |  |              |              |              |              |        |        |        |  |
|  | Ivan Lendl    | Ivan Lendl    | Ivan Lendl    | Ivan Lendl    | Ivan Lendl    | 6          | 6          |  |  |              |              |              |              |        |        |        |  |
|  | Mats Wilander | Mats Wilander | Mats Wilander | Mats Wilander | Mats Wilander | 4          | 2          |  |  | Ivan Lendl   | Ivan Lendl   | Ivan Lendl   | Ivan Lendl   | 6      | 6      | 6      |  |
|  | Boris Becker  | Boris Becker  | Boris Becker  | Boris Becker  | Boris Becker  | 6          | 6          |  |  | Boris Becker | Boris Becker | Boris Becker | Boris Becker | 4      | 4      | 4      |  |
|  | Stefan Edberg | Stefan Edberg | Stefan Edberg | Stefan Edberg | Stefan Edberg | 4          | 4          |  |  |              |              |              |              |        |        |        |  |

### Gruppo Fred Perry
|  |               | Lendl    | Noah          | Gómez Santos | Edberg        | RR V-P | Set V-P | Game V-P | Classifica |
|  | Ivan Lendl    |          | 6–4, 6–4      | 6–3, 7–5     | 6–3, 6–4      | 3–0    | 6–0     | 37–23    | 1          |
|  | Yannick Noah  | 4–6, 4–6 |               | 6–7, 6–7     | 6–4, 3–6, 6–7 | 0–3    | 1–6     | 35–43    | 4          |
|  | Andrés Gómez  | 3–6, 5–7 | 7–6, 7–6      |              | 2–6, 3–6      | 1–2    | 2–4     | 27–37    | 3          |
|  | Stefan Edberg | 3–6, 4–6 | 4–6, 6–3, 7–6 | 6–2, 6–3     |               | 2–1    | 4–3     | 36–32    | 2          |

La classifica viene stilata in base ai seguenti criteri: 1) Numero di vittorie; 2) Numero di partite giocate; 3) Scontri diretti (in caso di due giocatori pari merito ); 4) Percentuale di set vinti o di games vinti (in caso di tre giocatori pari merito ); 5) Decisione della commissione.

### Gruppo Don Budge
|  |                | Becker        | Nyström       | Leconte       | Wilander      | RR W–L | Set W–L | Game W–L | Standings |
|  | Boris Becker   |               | 6–1, 6–3      | 0–6, 6–1, 6–1 | 6–3, 3–6, 6–3 | 3–0    | 6–2     | 39–24    | 1         |
|  | Joakim Nyström | 1–6, 3–6      |               | 6–4, 6–4      | 7–6, 3–6, 3–6 | 1–2    | 4–3     | 29–38    | 3         |
|  | Henri Leconte  | 6–0, 1–6, 1–6 | 4–6, 4–6      |               | 1–6, 5–7      | 0–3    | 1–6     | 22–37    | 4         |
|  | Mats Wilander  | 3–6, 6–3, 3–6 | 6–7, 6–3, 6–3 | 6–1, 7–5      |               | 2–1    | 5–2     | 43–34    | 2         |

La classifica viene stilata in base ai seguenti criteri: 1) Numero di vittorie; 2) Numero di partite giocate; 3) Scontri diretti (in caso di due giocatori pari merito ); 4) Percentuale di set vinti o di games vinti (in caso di tre giocatori pari merito ); 5) Decisione della commissione.